# Wiesław Włoszczyński
Wiesław Włoszczyński (ur. 1957, zm. 10 marca 2018) – polski urzędnik państwowy, prezydent Zamościa (1992–1993). 

## Życiorys
Z wykształcenia był informatykiem. Był pracownikiem Izby Skarbowej w Zamościu. W 1992 został powołany na stanowisko prezydenta miasta, urząd pełnił do 1993. Stanowisko utracił na mocy decyzji wojewody potwierdzonej orzeczeniem Naczelnego Sądu Administracyjnego. W wyborach 1993 bez powodzenia ubiegał się o mandat posła z ramienia Zjednoczenia Polskiego.